# Rdza lnu

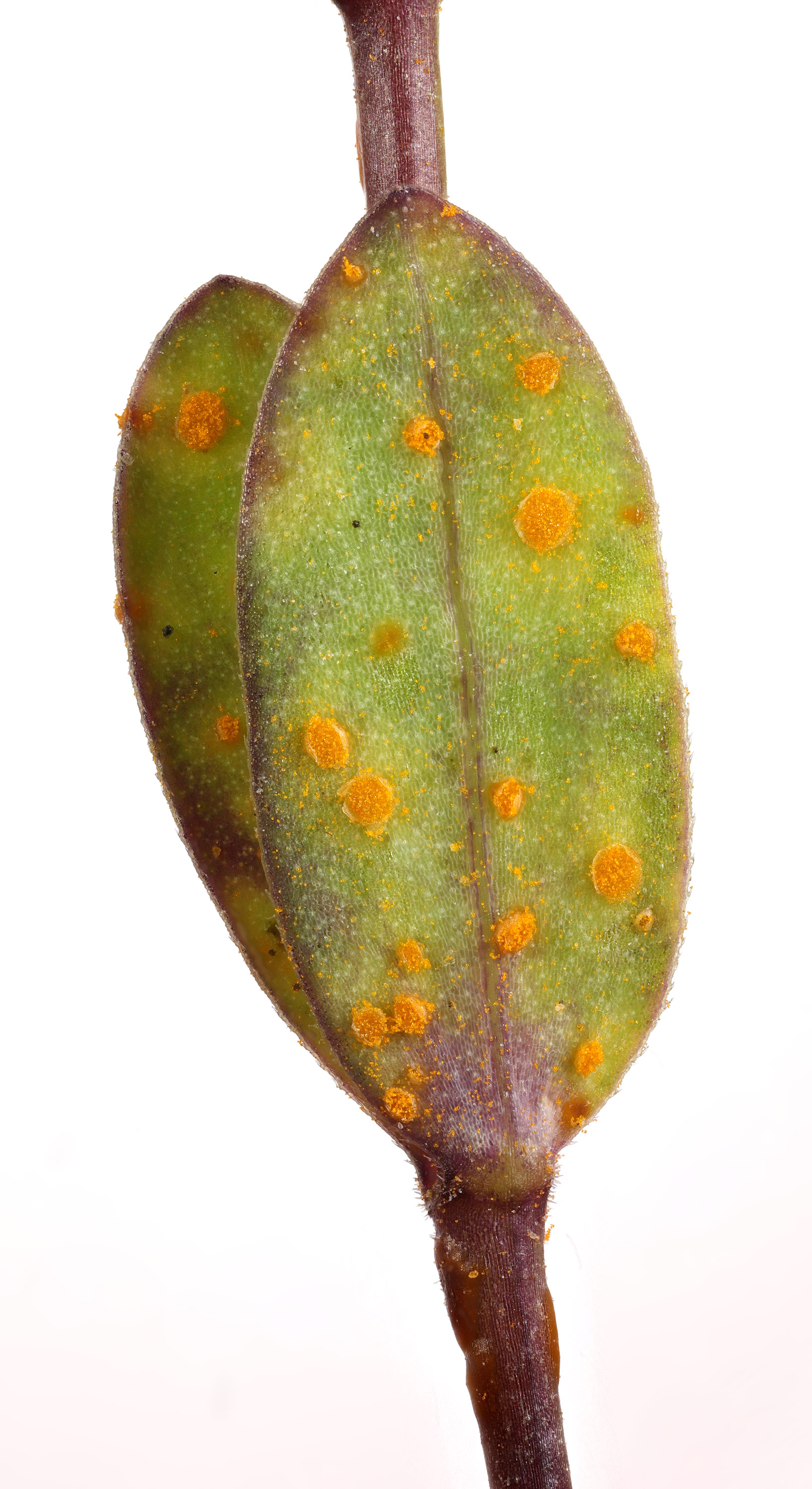
Uredia na liściach lnu przeczyszczającego

Rdza lnu (ang. rust of flax) – wywołana przez Melampsora lini grzybowa choroba różnych gatunków lnu (Linum). Zaliczana jest do grupy chorób zwanych rdzami.

## Objawy i szkodliwość
Na porażonych roślinach lnu pojawiają się skupiska różnego rodzaju zarodni wytwarzanych przez patogenu. Na liścienach i pierwszych liściach siewek powstają drobne, jasnożółte nabrzmienia. Są to spermogonia. Później na dolnej stronie liści pojawiają się żółtopomarańczowe i pylące grudki o średnicy około 0,5 mm. To ecja wytwarzające ecjospory. Krótko przed kwitnieniem oraz w czasie kwitnienia na całym nadziemnym pędzie lnu pojawiają się pomarańczowe, pylące uredinia o średnicy do 0,7 mm. Pod koniec sezonu wegetacyjnego na obydwu stronach liści lnu, na łodygach, szypułkach kwiatowych, na działkach kwiatowych i torebkach nasiennych tworzą się czarne, lekko wypukłe i twarde skupiska teliów. Powstają w nich przetrwalnikowe, grubościenne teliospory.
Tkanki otaczające wszystkie typy zarodni żółkną, a przy silnym porażeniu obumierają. Szczególnie szkodliwy wpływ wykazują telia – silnie nimi pokryte liście więdną. Rośliny silniej porażone rosną wolniej i są mniejsze. Ich włókna są gorszej jakości: są bardziej kruche, łamliwe i ciemno przebarwione. Porażone kwiaty obumierają i nie wytwarzają nasion. W miejscach występowania na łodydze teliów pęczki włókien sklejają się, co powoduje trudności w prawidłowym roszeniu lnu.

## Zapobieganie chorobie i zwalczanie jej
Ważne jest usuwanie z pola i niszczenie resztek pożniwnych na których zimują teliospory. Nasiona przed siewem powinny być oczyszczone z resztek torebek nasiennych, na których mogą znajdować się teliospory. Zaprawianie nasion także zmniejsza ryzyko choroby. Nasiona należy wysiewać jak najwcześniej, zauważono bowiem, że siewki z wcześnie zasianych nasion są porażone w mniejszym stopniu, niż przy późnym siewie. Znaczenie ma także unikanie siewu lnu na polach wilgotnych i właściwe nawożenie. Przy pierwszych objawach choroby należy plantacje opryskiwać fungicydami zawierającymi triadimefon lub fenpropimorf.
Wśród uprawianych w Polsce odmian lnu najbardziej odporna na rdzę lnu jest ‘Nike’. Z odmian holenderskich bardzo odporna jest ‘Natasja’, a średnią odporność wykazuje ‘Belinka’. Bardzo podatne na rdzę są odmiany ‘Regina’, ‘Reina’, ‘Minerwa’ i ‘Waza’.